# Juncus fontanesii
Espèce
Classification phylogénétique
Statut de conservation UICN

 LC  : Préoccupation mineure
Le Jonc de Desfontaine ou Juncus fontanesii est une espèce de plante du genre Juncus et de la famille des joncacées poussant dans les milieux humides.
Elle comprend plusieurs sous-espèces et variétés distinctes :
- Juncus fontanesii brachyanthus ;
- Juncus fontanesii kotschyi ;
- Juncus fontanesii minusculus ;
- Juncus fontanesii pyramidatus ;
- Juncus fontanesii typicus.